# Diablos Rojos Club de Fútbol
El CCDR San Pablo es un club de fútbol del cantón de San Pablo de Heredia fundado en 1976 y reorganizado en la temporada de 1979.
También conocido como La Primera de San Pablo y jugó en la tercera categoría, Segunda División B del fútbol de Costa Rica. 
Este equipo ha pasado por distintos trayectos, a través del tiempo aunque sufrió un traspié en la tercera división (2.ª. División B de Ascenso) tras descender y luego desaparecer de los clubes del fútbol aficionado. Logra su primer título nacional por la Provincia de Heredia en 1979 tras una gran temporada, y después en 1981, con grandes jóvenes jugadores logra su campeonato cantonal y un segundo título por la Segunda División de ACOFA.

## Historia
Por varios años se escuchó hablar del Real Deportivo Pableño que participa desde el año 1949 en la Tercera División.
Un año después se obtuvo la representación para competir en el torneo intercantonal de fútbol. Y el domingo 26 de noviembre alcanzó el subcampeonato, jugando la final ante la Selección de Santo Domingo; teniendo en sus filas a los mejores prospectos de fútbol del lugar.
Algunos de sus homólogos para competir regionalmente en los torneos distritales y cantonales fueron el Real Sport Rafaeleño, C.S. Barbareño, C.S. River Plate, Belén F.C, Juvenil del Club Sport Herediano, Club El Barveño, Caribe F.C, Real Deportivo Tomaseño, Danubio F.C, San Miguel y Santa Rosa de Santo Domingo, entre otros favoritos al título.
El club se mantuvo en canchas abiertas hasta finales de aquella década, con excelentes jugadores como Carlos Rodríguez, Carlos Benavidez, José Ramírez, Paulino González, Rafael Rodríguez, Orlando González, Rafael González, Manuel Cordero y Oscar Benavidez.
Década de los 60´s. Se forma la Selección de San Pablo de la unión de los equipos locales El Curime F.C y Real Deportivo Pableño, esta selección pableña pertenecía a la Liga de Fútbol Herediana.
En sus épocas de gloria, San Pablo contó con futbolistas de la calidad de José Manuel "nica" Guitiérrez, quien logra ser el máximo goleador del Torneo Intercantonal Herediano en 1962 (Liga Nacional de Filiales Regionales de Tercera División).
Entre 1965 y 1966, emerge del cantón pableño otro equipo representativo del balompié federado llamado Centro Social Deportivo Piratas y su nueva junta directiva, con la presidencia de don Miguel Villalobos Cortés. No obstante, es hasta la Liga Nacional de Filiales de Tercera División en 1968, que se logra un primer subcampeonato.
En la categoría de cuartas divisiones los Halcones que representan a San Pablo ganan también un segundo lugar.
Corre el año 1969 y fue el domingo 19 de octubre que los pableños reciben al Club Sport La Libertad de la Liga Superior, en un partido de preparación; buscando mejorar su ofensiva y aspiraciones de la Liga Aficionada. Y se dice que el mejor jugador pableño de los torneos intercantonales en aquel año fue "chito" Quesada.

## San Pablo y sus primeros logros en el fútbol de Costa Rica
Década de los 70´s. Los pableños confirman su carácter de equipo protagonista y una generación muy importante de jóvenes (1971-1972-1973-1974). A eso debe agregársele la participación de los mismos en clubes importantes del fútbol nacional.
En ésta trayectoria han destacado siempre grandes figuras, futbolistas emblemáticos que han marcado el desarrollo del cantón en distintas épocas como Luis Sánchez “negrita”, quién militó con el Deportivo Fértica F.C y la A.D. Durpanel en la tercera y segunda división.
En 1972 los pableños logran otro subcampeonato provincial perdiendo la final ante la Selección de Santa Bárbara; recibiendo además un trofeo donado por el Comité de Cruz Roja en Heredia. Y para el campeonato nacional de tercera división 1975 es que los pableños comienzan a deslumbrar con sus presentaciones; llegando otra vez a la final nacional de tercera división de Costa Rica en 1977 por la provincia de Heredia. En aquella ocasión ante su similar  San Lorenzo F.C.
San Pablo F.C logra conseguir un campeonato distrital o de barrios a finales de 1978. En aquel año se inició la consolidación de la Junta Directiva del entonces Centro Social Deportivo San Pablo. Además de lograr reforzar su plantel con figuras de otros equipos importantes de la zona, entre estos El Deportivo Curime, El Montalvo, La Meseta, Las Gradas, Deportivo Miraflores, El Rincón de Ricardo, Deportivo Los Campos, Deportivo Montealegre y Deportivo Vélez (Club La Puebla el cual se fundó en 1921 y que era campeón de barrios).
Posteriormente se empezó a tomar en cuenta a jóvenes promesas de La Juvenil de San Pablo y La Puebla. Y conseguidamente se logra el pase al torneo cantonal y de tercera división por CONAFA. Los juegos más importantes para el club pableño fueron ante la A.D. Fraternidad de Santa Bárbara, C.D. Floreño, Club Deportivo Yuba Paniagua, San Lorenzo F.C, Club Deportivo Quesada y clubes de Santo Domingo.

## Fundación del Club Deportivo Diablos Rojos
Se reúnen compañeros y amigos de la comunidad de San Pablo de Heredia con la ayuda de don Jorge Murillo, vecino del lugar y presidente oficial del club. Se decide fundar en 1976 el  Club Deportivo Diablos Rojos y al final fueron campeones del torneo cantonal y ascendieron a la tercera división (2.ª. División de Ascenso de Costa Rica).
Desde 1962 San Pablo disputó más de quince campeonatos de Liga Nacional y tercera. Pero no es sino hasta finales de 1979 que los pableños logran su primer éxito futbolístico por Heredia y logran ser Monarcas Nacionales de Tercera División por CONAFA. Dejando fuera a clubes como la A.D. Belén Calle Flores, A.D. Quesada F.C e Independiente Peñarol de San Pedro de Barva, entre otros.
San Pablo ostenta una exitosa ronda clasificatoria donde fue el primer lugar del grupo B. En esa eliminatoria empatan ante Deportivo Migueleño de Santo Domingo 3-3 y le ganan al equipo de la AD San Lorenzo (enlace roto disponible en Internet Archive; véase el historial, la primera versión y la última). por un marcador de 2-1.
La final se efectuó exactamente el lunes 1 de octubre en el estadio Rosabal Cordero de Heredia, con una excelente cantidad de espectadores. En ese recinto deportivo los imparables Diablos Rojos disputan un encuentro de infarto ante la A.D. Fraternidad de San Pedro de Santa Bárbara. Donde los pableños se imponen 2 por 1, con anotaciones de Florencio Rodríguez y Javier Barquero. Subiendo por primera vez a las eliminatorias finales.
Los clubes campeonanes y aspirantes a la Segunda División por CONAFA fueron la A.D. Valle la Estrella, Club Atlético Río Jiménez, Deportivo El Bosque de Oreamuno en Cartago, A.D. Valencia de Curridabat, A.D. Buenos Aires, Club Deportivo El Jorón de Desamparados, Club Deportivo Diablos Rojos de San Pablo de Heredia, Rincón de Zaragoza de Palmáres, A.D. La Fortuna de San Carlos, Ingenios Taboga de Cañas Guanacaste, A.D. Liceo Nocturno de Santa Cruz de Nicoya, A.D. Marichal de Orotina, A.D. Cerros United Brands de Quepos, Selección de Osa, O.V.I. Regan y Club Atlético la Isabel.
A nivel nacional San Pablo le gana de visita al Deportivo Marichal de Orotina, campeón por la Región 14, ya que en su partido como equipo casa pierde. No obstante ahí se le hizo un homenaje al excelente deportista pableño Albino Chacón. Pero fue la Asoc. Club Deportivo Taboga de Ingenios de Cañas uno los equipos finalistas en octavos de final.
El primer partido fue en le readucto herediano, donde Javier Oquendo de la escuadra pampera le anota el único tanto a Henry Vindas, guardameta titular de los rojiblancos de San Pablo.
Aquel encuentro fue dirigido por el trío arbitral y central, Vicente Torres. No obstante, en aquella cuadrangular también compitieron por cetro nacional la Asoc. Deportiva Valencia de Curridabat, Deportivo San Luis del Bosque de Oreamuno, Municipal Buenos Aires, A.D. Río Jiménez y Cerros de Quepos.
Y por lo anterior, es a inicios de la temporada 1979-80 que el club de fútbol Rincón de Palmares C.F; ostenta el ascenso a la segunda categoría.
Con la intervención de los participantes de aquel primer cuadro, miembros directivos, representantes y aficionados del club pableño; se convoca al pueblo para fomentar y participar en la iniciativa de crear espacios deportivos para la comunidad.

## Cancha de fútbol y organización deportiva
Con la razón de desarrollarse deportivamente con el fútbol en sus primeras participaciones, aquellos talentosos muchachos lucieron el color rojo con ribetes blancos; indumentaria que mantuvo el equipo durante todos sus años en la actividad futbolística y que en su mayoría era facilitada por Andrés Benavides y Asdrúbal "yuba" Paniagua, quienes eran propietarios de una tienda de artículos Deportivos. Y por ende, representar con orgullo su cantón y sus habilidades en las canchas de la provincia herediana.
Para nadie fue un secreto que el Club Deportivo Diablos Rojos era deportivamente hablando una segunda división participando en la Liga de ANAFA, consiguiente a la tercera división por CONAFA y ACOFA.
La sede para disputar sus partidos como local era la cancha central de deportes en San Pablo de Heredia y el Estadio Eladio Rosabal Cordero.

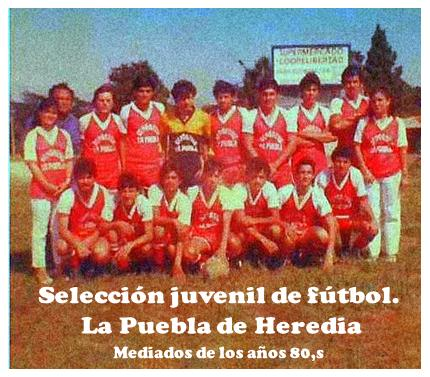
Juvenil de Fútbol La Puebla, a mediados de la década de los 80. En aquellos años el fútbol cantonal contaba con semilleros en sus barrios y distritos.

## San Pablo sigue cosechando éxitos
A nivel local, a fines de 1979 el comité de deportes acordó nombrar una agrupación bien organizada, con el propósito de incentivar a los vecinos de participar en los campeonatos de la Amistad a nivel de pueblos. Numerosos partidos de fútbol se realizaban en aquella plaza de San Pablo, que era un lugar de reunión (los domingos) de la comunidad, y donde se expresaban algunas formas de recreación, vinculadas, incluso, con la Iglesia, el Club, los bailes, melcochas, serenatas, turnos y fiestas patronales.
Dichas actividades fueron de gran trascendencia cultural; siendo el primordial objetivo el rescate de valores y tradiciones populares propias del lugar, sin dejar de lado la posible ayuda económica que percibía el (D.D.R.F.C).
Para 1980 exactamente el domingo 27 de enero a las 11:a. m., en plenas fiestas cívicas San Pablo juega un partido de preparación frente a la A.D. Yuba Paniagua, campeón provincial de 1978 y que irrumpió un año después en la segunda.
El 27 de febrero en el Centro Deportivo La Flor esque se hace entrega a la junta directiva y cuerpo técnico de la Selección San Pablo de Heredia, el galardón de campeón provincial 1979, junto a su rival de turno de San Pedro de Santa Bárbara.
Por circunstancias inesperadas se dio un caso atípico en un campeonato nacional de fútbol, pues dos selecciones pableñas representaron el cantón. Fue El Curime F.C por la Tercera División Aficionada de COFA (2.ª. División B de Ascenso) y Los Diablos Rojos por la Liga de Fútbol Federada de CONAFA (2.ª. División de Ascenso)..
El imparable cuadro pableño afrontaría un gran reto, ser el mejor representante cantonal y por la provincia de Heredia en la Tercera División de Costa Rica. Por consiguiente sigue su pretemporada retando clubes de la meseta central, entre estos a la Unión Deportiva Moravia.
Sin embargo pierde la final contra Deportivo Yurusty F.C el cual representó a Santo Domingo por CONAFA.

## Jugadores y cuerpo técnico
El combinado participante en aquel año de 1979 fue integrado por Andrés Benavidez (D.T), Manuel Salas, Sixto Benavidez, Jorge Salazar, Enrique Jiménez, German Moya, Feliciano Álvarez, Henry Vindas, Florencio Rodríguez, Víctor Arrollo (ASIST.TEC) y German Jiménez.
Franklin Rodríguez, José Vásquez, Ademar Vargas, German González, Jorge Araya, Gerardo León, Víctor Hidalgo y Javier Barquero (Roger Montero).
Algunos de sus jugadores, entre otros: Henry Rodríguez, Rogelio Vindas, Carlos Sánchez, Gerardo Vindas, Fernando Badilla, Albino Chacón, Luis Salazar, Mario Sibaja, Jorge Chacón, José M. Hidalgo y Simón Villalobos.

## Uniforme
- Uniforme titular: Camiseta roja con ribetes blancos, pantalón rojo y medias blancas con ribetes rojos.
- Uniforme alternativo: Camiseta rayada rojo y blanco, pantalón blanco y medias rojas con ribetes blancos.

## Segundo campeonato pableño
El 9 de agosto de 1981 inicia el campeonato de ACOFA. Y San Pablo otra vez campeoniza en calidad de invicto por la Tercera División Aficionada (2.ª División B).
El domingo 11 de octubre se juega una cudrangular final por Heredia en el Estadio Nacional y el viernes siguiente San Pablo disputa la final frente al representativo domingueño del Club Atlético Roseño, en donde Florencio Rodríguez "lencho" anota el único tanto. Los árbitros de ese encuentro fueron: José Rodrígo Murillo, Jorge Saénz y Renán Hernán Hernández.
Suponemos que habría otros clasificados por la provincia de Heredia; porque al final la AD Floreña ocupó un tercer lugar y el Diamante Fútbol Club (Selección de Barrio Mercedes)  el cuarto, entre otros que fueron grandes protagonistas.
Y ya por los octavos de final le gana sin mayor esfuerzo a la A.D. Cosmos de Pavas, siguiendo a paso firme por el título de la Tercera División de ACOFA (2.ª. División B 1981).
Por otra parte, los aspirantes por la Segunda División de ACOFA fueron: el titular de A.D Orotina, Muelle grande de San Carlos, A.D. Cariari de Plaza Víquez, Macolo de Limón, entre otros clasificados.
Por problemas económicos que afrontaban los conjuntos del lugar, el Deportivo Diablos Rojos (Selección de San Pablo) recogió a los mejores jugadores y alcanzaron un 3.er. lugar en la cuadrangular final nacional, buscando un cupo entre los próximos treinta y dos posibles clubes que conformarían la segunda liga superior aficionada y asciende junto a Cariari de Plaza Víquez y Muelle Grande de San Carlos. Pero el monarca de Tercera División de Costa Rica 1981, es la Asociación Deportiva Instituto Tecnológico de Cartago.
Lamentablemente y como sucede a menudo a los cuadros que vienen de cantones, no logran subir de categoría no aficionada. Es por eso que no fue suficiente el apoyo de los comités locales para poder escalar más alto. Siendo el Carmen F.C de Cartago, el campeón nacional por CONAFA y fue el inquilino de la Segunda División de Costa Rica.
El 11 de abril de 1982 inicia el campeonato nacional por CONAFA y a consecuencia del rápido crecimiento del nivel adquirido por los clubes cantonales de fútbol, se vio la necesidad de crear un nuevo órgano centralizado que dirigiera y organizara esta competencia. Por ende, el 18 de noviembre se funda ANAFA, que es la (Asociación Nacional de Fútbol Aficionado).
En aquel año 1982, San Pablo juega el otro campeonato de ACOFA pero en la división inferior, con una selección alternativa y sin mayor suceso. Ahí se miden contra Belén, Deportivo Montano de Santa Rosa en Santo Domingo, La Suiza de San Rafael y Club Deportivo Los Rebeldes de Barva, el cual logra el título regional y pierde sus oportunidades de avanzar contra el representante de Puntarenas. 
Entre 1983 y 1988 los campeonatos cantonales son más abiertos a las oportunidades y fueron pioneros en aquella época por San Pablo de Heredia. Siendo la Asociación Deportiva San José (Rincón de Ricardo) que le gana la final cantonal 1983 a Refrescos La Bolívar de La Puebla.
San Pablo ya tiene nuevo monarca de 3.ª. División de ANAFA y la junta directiva del Barrio San José estaba compuesta por Ricardo Arias, Miguel Ángel Salas y Joel Fernández. Además de la Selección Mayor Cantonal, El Deportivo Miraflores y Las 3E, entre otros.
Un dato muy importante es que para el año 1988, el Deportivo Diablos Rojos no participa en la Liga de Ascenso auspiciada por ANAFA, sino que clasifica al Torneo Copa Rotativa Centro de Sport en Heredia.
Dentro de este marco deportivo participan 20 clubes, entre estos la A.D. Tournón de San Isidro, Deportivo La Palma de Santa Cecilia, Selección de La Ribera de Belén, Jurgardens de Barrio Chino, Deportivo Amigos, San Gerardo F.C, Deportivo Juventud Unida y A.D. Quesada. Y para la segunda fase clasifica en el grupo 1 Los Diablos Rojos, que derrotan al Club Deportivo Cubujuquí 4-2. En el grupo 2 Deportivo Garita vence al Deportivo Águila de San José de La Montaña y por el grupo 3, el Audax F.C golea al Deportivo Bayer de Fátima 4 goles por cero.

## Posiciones
- 1- Diablos Rojos de San Pablo (Campeón)
- 2- Deportivo Garita
- 3- Audax F.C

En 1989 el club rojiblanco Diablos Rojos disputa su última cuadrangular final provincial en Tercera División por la 2.ª División B de ANAFA, frente a la Unión Deportiva San Francisco de San Isidro, Santa Bárbara (Club Deportivo Machado) y la Selección de (Barva) Banfield; siendo San Francisco (La Zaka) que logró el título para la eliminatoria final. San Pablo logra un decoroso cuarto lugar.
Es de suma importancia mencionar el alto nivel competitivo de los torneos y campeonatos de liga aficionada en Costa Rica, entre los años 1962 y 1989. Además como aspecto sumamente importante, fue el llamado de jugadores sobresalientes del combinado pableño para reforzar clubes de segunda división por la provincia herediana; entre estos el Club Deportivo Yuba Paniagua y clubes importantes de Santa Bárbara.
No siempre podemos hablar de algunos equipos que han pasado por la tercera categoría, pero si es importante rescatarlos ya que tienen su cupo en la historia futbolística del país, hoy, recordamos a un equipo ya desaparecido de la actividad balompédica aficionada desde 1989, el Club Deportivo Diablos Rojos.

## Curiosidades
Un incentivo motivacional para El Deportivo Diablos Rojos de San Pablo de Heredia fue la radiodifusión deportiva de los partidos y finales de campeonato nacional. Siendo constantes exponentes de la actividad deportiva y logrando fielmente el nutrido apoyo y patrocinio de colaboradores. El club es favorecido desinteresadamente con gran cantidad de aficionados en sus encuentros como equipo local y visitante.
El problema más agobiante fue el aspecto económico; sin embargo la trayectoria del (D.D.R.F.C) fue digna de admirar. Esto trajo como consecuencia la visita de clubes de primera y segunda división del país para observar, analizar y comprobar la calidad técnica de jugadores que vistieron la camiseta roja.

## Campeonatos y Ligas Federadas de Fútbol donde San Pablo de Heredia fue protagonista
- 2.ª. División de Ascenso por CONAFA 1979
- 2.ª. División de Ascenso por CONAFA 1980
- 2.ª. División B de Ascenso por COFA 1980
- 2.ª. División B de Ascenso por ACOFA 1981
- 2.ª. División Aficionada de ACOFA 1982

## Clubes pioneros de San Pablo de Heredia
Cuando San Pablo llegó por primera vez al fútbol provincial lo hizo en 1906, donde se fundó su primer equipo organizado llamado Club Sport de La Puebla y un año después en 1907, nace el Club Sport La Unión.

## Actualidad
Luego de la excelente participación en Juegos Nacionales y con la administración de Francisco Herrera presidente del C.C.D.R. Esque la A.D. Municipal San Pablo es campeón de un Torneo de Fútbol en su cantón venciendo a Deportivo Amaral.
El Municipal San Pablo es campeón de la Región 9 de Heredia y tiene como base a jugadores del Club Deportivo Miraflores.
Estuvieron en disputa del título nacional de Tercera División Deportivo Puerto Jiménez, A.D. San Felipe de Alajuelita, Laurel de Ciudad Neily, Huracán de Patarrá, A.D. Dimas de Escazú, Campos de Oro en Abangares, Real Azofeifa, San Francis F.C, Empresa Guadalupe, La Pacífica y Nápoles.
Los clubes clasificados al ascenso son: San Pablo de Heredia (Club Deportivo Miraflores), Proyecto Alejandro Morera Soto (PAMS), San Juan de Purral de Goicoechea y Pital de San Carlos.
Pero es San Rafael de Heredia el que asciende en la Temporada 2008- 2009 a Primera División de LINAFA con Pital F.C, A.D. Municipal Escazú, A.D. Municipal Guatuso, A.D. Municipal Quepeña, C.S. La ibertad, Deportivo Saprissa y Sporting F.C.

## A.D. Municipal San Pablo busca el ascenso a Primera División de LINAFA
Para la Temporada 2008-2009 en la división inferior de LINAFA (Segunda División) San Pablo clasifica con la dirección técnica de Marcos Moya. Y asciende a Primera División de LINAFA en la temporada 2009-2010 con los clubes
Regiones 1 y 2: A.D. Talamanca, A.D. Guajira y Formosa de Pococí.
Regiones 3 y 4: Saprissa La Francia de Siquirres, Las Américas de Turrialba, Estudiantil Guadalupana de Cartago y Real Azteca de Tres Ríos.
Regiones 5, 6, 7 y 8: A.D. Municipal Curridabat, A.D. Valencia de Curridabat, A.D. Goicoechea, Labrador de Coronado, Cipreses de Curridabat, Club Sport Guadalupe, A.D. Compañeros de Tibás, Dota F.C, San Felipe de Alajuelita, Paso Ancho F.C, Zeus de Desamparados, Cristo Rey, Los Guidos de Desamparados y Servicios Ecológicos de Mora.
Regiones 9, 10 y 11: A.D. Municipal San Pablo, A.D. San Lorenzo, A.D. Santo Domingo, La Virgen de Sarapiqui, Estrella Roja de San Isidro, A.D. Floreña, Sarapiqui F.C, Plaza Acosta de Alajuela, Bestias de San Rafael, Canoas y Cali de Villa Elia en Río Segundo.
Regiones 12 y 13: La Cruz, Moracia de Liberia, La Fortuna de Bagaces, San Buena Ventura de Colorado de Abangares, Águilas F.C, Quebada Grande de Tilarán, Chorotega de Nicoya.
Regiones 14, 15 y 16: Real Espasa, A.D.R.Paquera, Jicaral de Puntarenas, A.D. Quepeña, Parrita F.C, San Ramón de Río Claro en Ciudad Neily, Bambú de Puerto Jiménez, Corredores F.C, A.D. Municipal Osa, A.D. Puerto Jiménez y A.D. Palmareña Sur.
En la temporada 2012- 2013 la A.D. Municipal San Pablo desciende a Tercera División junto con la A.D. Higuiteña, Río Frío Sarapiquí, A.D. Cariareña, A.D. Tarrazú, A.D. Herradura, A.D. Guarial Paquera, C.D.M. Puntarenas, Orión Escazú, C.S.Guadalupe, Matineña F.C, La Francia de Siquirres, Patiño F.C y Nandayureña.
Actualmente es renombrado por su comité cantonal de deportes como A.D. Municipal San Pablo y que, participa en la Cuarta División de LINAFA.
En la temporada 2012-13 la juvenil (Municipal San Pablo) es Subcampeona por la provincia de Heredia y a nivel nacional en Cuartas Divisiones de LINAFA. Y Subcampeón por Heredia en la temporada 2016-17.

## Reconocimiento
Es de gran relevancia mencionar que ningún equipo o club de fútbol de la comunidad pableña ha logrado las hazañas alcanzadas por el Deportivo Diablos Rojos en las décadas de los 70s y 80s. Representando dignamente al noveno cantón herediano en las terceras divisiones del fútbol costarricense. Subsiguiente a la segunda B de ANAFA.
En la Temporada 2010-11 San Pablo organiza un Torneo de Fútbol Vecinal y Cantonal con vísperas a competir en el Campeonato Regional de Fútbol (Tercera División de LINAFA).
El duelo más reñido fue entre los equipos Chirripó F.C y Amaral. 
Amaral equipo de tradición pableña pierde en primera ronda 7 goles por 1 ante Chirripó.
En la final Chirripó es subcampeón perdiendo 2 goles por uno ante Amaral.
El D.T de los chirripoenses fue Ademar Vargas J. quien es docente, formador profesional en ligas menores y alto rendimiento. Siendo traído por su experiencia, ya que fue de los primeros novatos en formar parte del proyecto A.M.P, dirigido por el entrenador argentino José Antonio Giacone, a mediados del 2003.
Estas actividades del profesor Giacone eran direccionadas a la preparación y formación de talentos para canteras del Deportivo Saprissa, esto en la administración Jorge Vergara. Y proyectos de competición con ANAFA (Cuartas, Terceras y Segundas Divisiones). Además de Alto Rendimiento en diversos clubes de fútbol en Costa Rica.
Por ende, Vargas tenía muy buenas referencias de parte de Jorge Luis León Azofeifa y Carlos Santana, quienes eran vinculados directamente a la formación directa de jugadores en el Saprissa.
Ademar C.c " junior" en calidad de jugador, monitor deportivo y recreativo. Motiva a su equipo a seguir adelante y luchar por un nuevo ascenso.
Y es para la temporada 2011-12 que Chirripó es campeón del cantón de San Pablo, ganándole la final al Deportivo Las Pastoras.
Esto fue suficiente motivación para entrar a LINAFA, y disputar el título provincial en 2012-13.
Los equipos en competencia fueron: Chirripó F.C (Campeón), Universidad Latina (Subcampeón), Deportivo Miraflores, Estrella Roja de San Isidro, La Suiza de Mercedes Norte, A.D. Floreña, Club Atlético Belén y Atlético San Bosco de Santa Bárbara. El Monarca Nacional de Tercera División fue Pocora F.C de Limón y subcampeón nacional D.P.T. Luisiana de Siquirres.
Tenemos a Chirripó F.C en la Primera División de LINAFA para los Torneos Invierno y Verano: 2013-14, 2014-15, 2015-16 y 2016-17.
Su presidente es Diego Montero González y Juan Bosco Ramírez (Director Técnico).

## Ascenso
- Terceras Divisiones Independientes Entre los años 1940 y 1950

- Liga Nacional de Filiales de Tercera División y CONAFA. También por la (2.ª. División de ACOFA) entre las décadas de 1960-80. Renombrado ANAFA en 1982.

- Liga Nacional de Tercera División por la (2.ª. División B de ANAFA). 1989-90.

## Palmarés

### LINAFA (Antes denominado ANAFA)
Torneos nacionales
- Subcampeón Liga Nacional Heredia (1): 1968

- Subcampeón Cuarta División Nacional Heredia (1): 1968

- Subcampeón Nacional de Tercera División Heredia (3): 1972-1977-80

- Campeón Nacional de Tercera División Heredia (1): 1979

- Campeón Nacional de Segunda División B de Ascenso por ACOFA Heredia (1): 1981

- 3.er. Lugar en la Cuadrangular Final Nacional por la Segunda División de ACOFA (ANAFA). 1981-82

- Campeón Copa Rotativa Centro de Sport Heredia (1): 1988

A.D. Municipal San Pablo 
Torneos nacionales
- Medalla de Oro en Fútbol al Campeón. Juegos Deportivos Nacionales de San José (1): 2007
- Campeón Nacional de Tercera División de ANAFA Heredia (1): 2007-08
- Campeón Nacional de Tercera División de ANAFA (1): 2007-08
- Subcampeón Nacional de Cuarta División de LINAFA Heredia (2): 2012-13 y 2016-17
- Campeón Nacional de Cuarta División de LINAFA (2): 2012-13 y 2016-17